# Impedancia mecánica

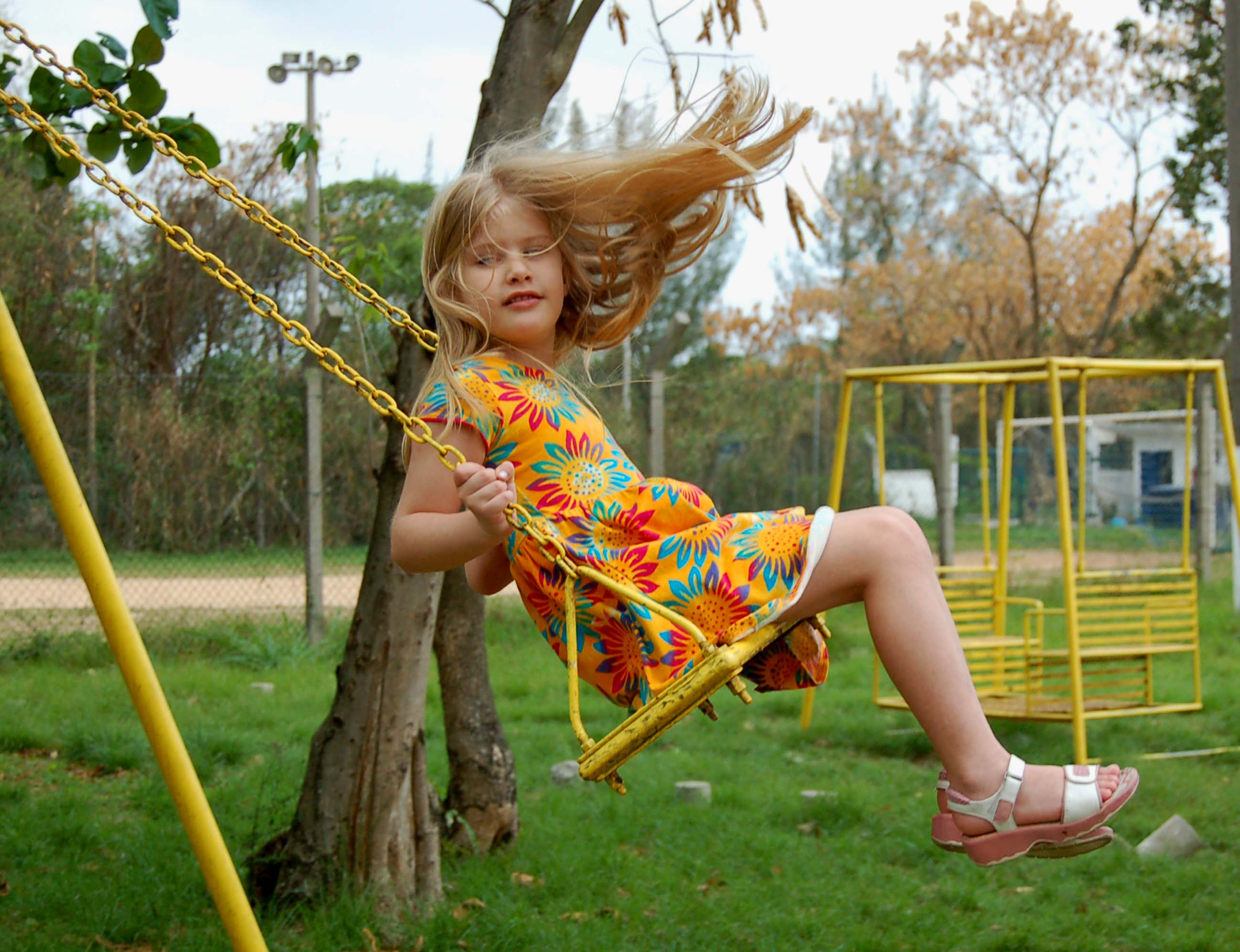
La impedancia mecánica caracteriza la reacción de un sistema mecánico frente a una solicitación periódica

La impedancia mecánica es una medida de la resistencia opuesta al movimiento por una estructura sometida a una fuerza periódica determinada. Caracteriza las velocidades inducidas por las fuerzas que actúan sobre un sistema mecánico. La impedancia mecánica de un punto con respecto a una estructura es la relación entre la fuerza aplicada en un punto y la velocidad resultante en ese punto. Es la inversa de la admitancia mecánica o movilidad.

## Dependencia de la frecuencia
La impedancia mecánica es función de la frecuencia de la fuerza aplicada {\displaystyle \omega }, y puede variar considerablemente de acuerdo con este valor. En el caso de las frecuencias de resonancia, la impedancia mecánica será menor, lo que significa que se requiere una menor cantidad de fuerza para mover una estructura a una velocidad determinada. Un niño empujando a otro en un columpio es un ejemplo sencillo de este fenómeno. Para lograr la mayor amplitud de oscilación, la frecuencia de los impulsos debe estar cerca de la resonancia del sistema.

## Definición
Si {\displaystyle \scriptstyle {\overrightarrow {F}}} es el vector fuerza que impone una solicitación, {\displaystyle \omega } la frecuencia de esta solicitación y {\displaystyle \scriptstyle {\overrightarrow {v}}} es el vector celeridad inducido; la reacción del sistema a la solicitación da como resultado la matriz de impedancia {\displaystyle \scriptstyle Z}:
{\displaystyle Z(\omega )\cdot {\overrightarrow {v}}(\omega )={\overrightarrow {F}}(\omega )}
En términos generales, la inductancia depende de la frecuencia {\displaystyle \omega } de la solicitación. La mayoría de las veces, la solicitación y la reacción no están en fase, y la inductancia da como resultado un número complejo, cuyo desfase depende en particular de la frecuencia.
Si se considera la representación compleja de la solicitación y la reacción, la ecuación se presenta en la forma:
{\displaystyle Z(\omega )\cdot {\overrightarrow {v_{0}}}.e^{i(\omega t+\phi _{\omega })}={\overrightarrow {F_{0}}}.e^{i\omega t}\qquad } y por lo tanto :{\displaystyle \quad {\overrightarrow {v_{0}}}=e^{-i\phi _{\omega }}Z^{-1}(\omega ){\overrightarrow {F_{0}}}}
Además, la solicitación y la reacción generalmente no son colineales en el caso de medios sólidos, y la inductancia es entonces un tensor y no un escalar (complejo).

## Dimensión
La impedancia es la relación entre una fuerza (magnitud extensiva en M·L·T-2) y una velocidad (magnitud intensiva en L·T-1). Se trata por tanto de una magnitud extensiva de dimensión M·T-1, expresado en newton-segundo por metro (N.s/m) en el sistema internacional.
La impedancia mecánica tiene las mismas unidades base que un caudal volumétrico expresado en kilogramos por segundo. Sin embargo, estas dos cantidades son inconmensurables, porque difieren en su orientación: la impedancia mecánica es un verdadero escalar, mientras que un flujo másico es una corriente, cuyo valor en un punto es inseparable de la dirección en la que se encuentra la superficie límite de referencia.

## Impedancia espacio-temporal
Una onda gravitatoria transfiere energía con una determinada densidad de potencia superficial (en  W⋅m-2 o  kg⋅s-3). Esta intensidad es proporcional al producto del cuadrado de la frecuencia de la onda (en  s-2), el cuadrado de la deformación del espacio-tiempo ({\displaystyle \Delta L/L}, por tanto adimensional) y un factor que representa la resistencia del espacio-tiempo al paso de esta energía gravitacional.
Por lo tanto, este impedancia del espacio-tiempo se expresa en  kg⋅s-1 y vale:
{\displaystyle c^{3}/G} ~ 4,037256×1035 kg/s